# Стрельцы

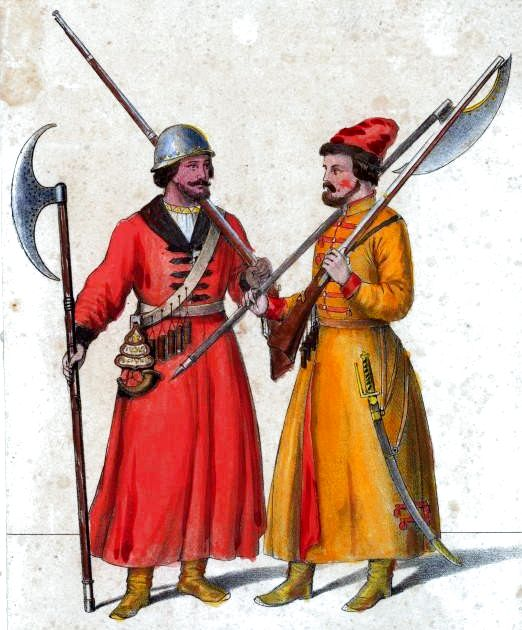
Русские стрельцы

Стреле́ц — выборный служилый человек в конце XV — начале XVIII веков, служивший в государственном стрелецком войске и вооружённый «огненным боем», обычно пехотинец, реже — ездящая пехота.
Стрельцы в России составили первое постоянное войско. Некоторые иностранцы их называли «мушкетёрами» или «аркебузирами».
Стрельцы делились на:
- стремянных, составлявших особую стражу государя;
- московских, дислоцированных в городе Москве;
- городовых или окраинных, то есть пограничных городов (сторо́ж, застав, слобод и так далее), где они составляли гарнизоны совместно с городовыми казаками, пушкарями и так далее.

При Иване Грозном их было (в начальный период) до 12 тыс. человек личного состава, из которых около 5 тыс. человек жили в Москве и его уезде. Во время походов (кампаний) входили в состав полевых войск вооружённых сил России.

## История

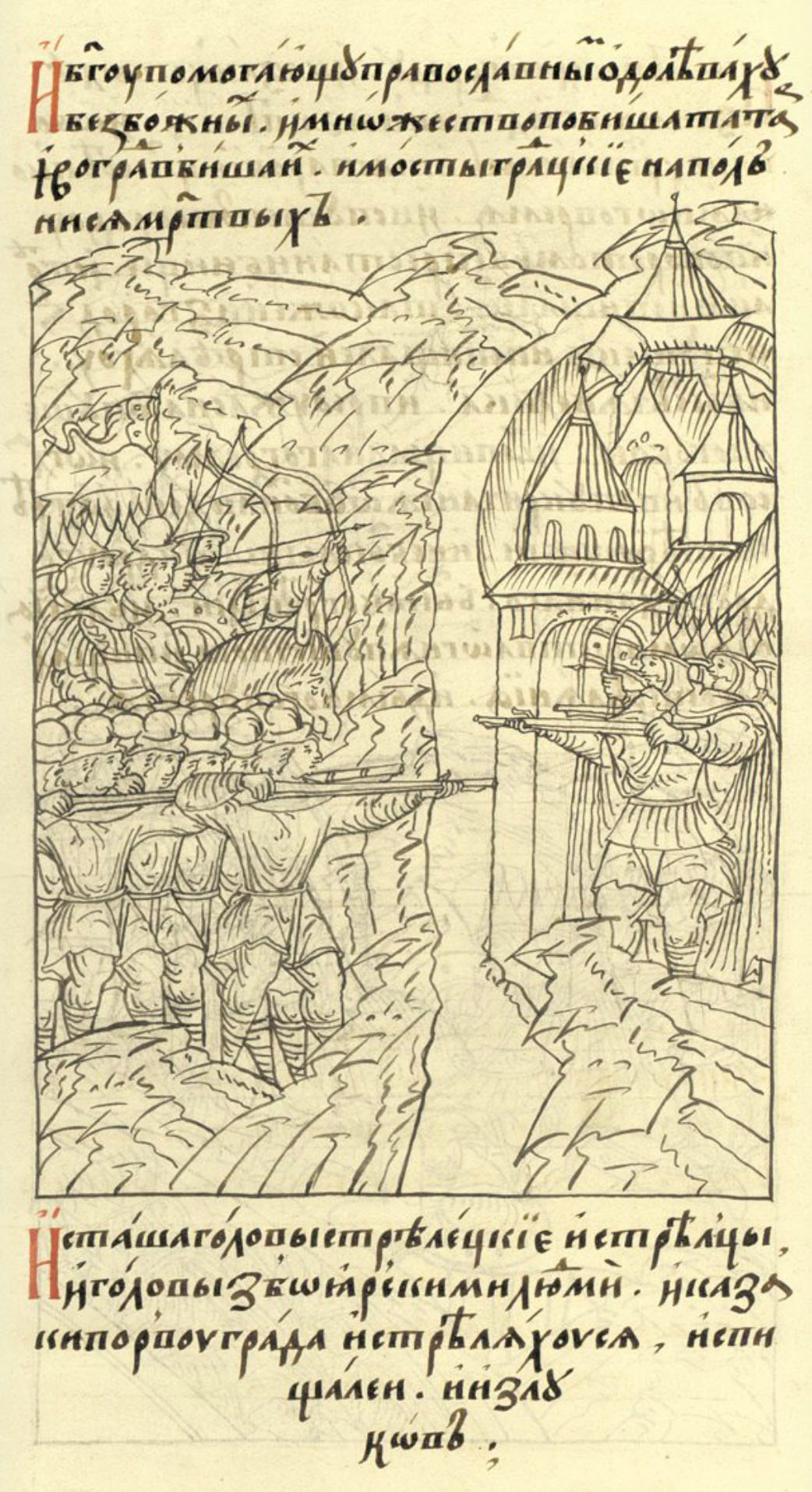
Осада Казани. Миниатюра Лицевого летописного свода. XVI в. «И множество побиша татар и во град вбиша их…» Пищали в руках — как у русских, так и у защитников города

Изначально древнее славянское слово «стрельцы» обозначало лучников, являвшихся важной частью любого средневекового войска.
«Огненные стрельцы» — специальные воинские формирования, на вооружении которых имелось ручное огнестрельное оружие, появились в конце XV века. Первый корпус стрельцов был учреждён летом 1550 года или, по распространённой в этот период системе летоисчисления, в 7058 году от сотворения мира :
«В лето 7058 учинил у себя Царь и Великий князь Иван Васильевич выборных стрельцов с пищалей три тысячи человек и велел им жити в Воробьевской слободе, а головы у них учинил детей боярских; <…> Да и жалования стрельцам велел давати по четыре рубля на год»….
 Стрелецкое войско первоначально состояло из 3 тысяч человек, разделённых на 6 «статей» (приказов), по 500 человек в каждой. Командовали стрелецкими «статьями» головы из детей боярских: Григорий Желобов сын Пушешников, Матвей (Дьяк) Иванов сын Ржевский, Иван Семёнов сын Черемесинов, Василий Фуников сын Прончищев, Фёдор Иванов сын Дурасов и Яков Степанов сын Бундов. Детьми боярскими были и сотники стрелецких «статей». Расквартировали стрельцов в пригородной Воробьевской слободе. Жалование им определили по 4 рубля в год, стрелецкие головы и сотники получили поместные оклады. Стрельцы составили постоянный московский гарнизон. В мирное время стрельцы московские и городовые несли гарнизонную службу, выполняя в городах функции полиции и пожарных.

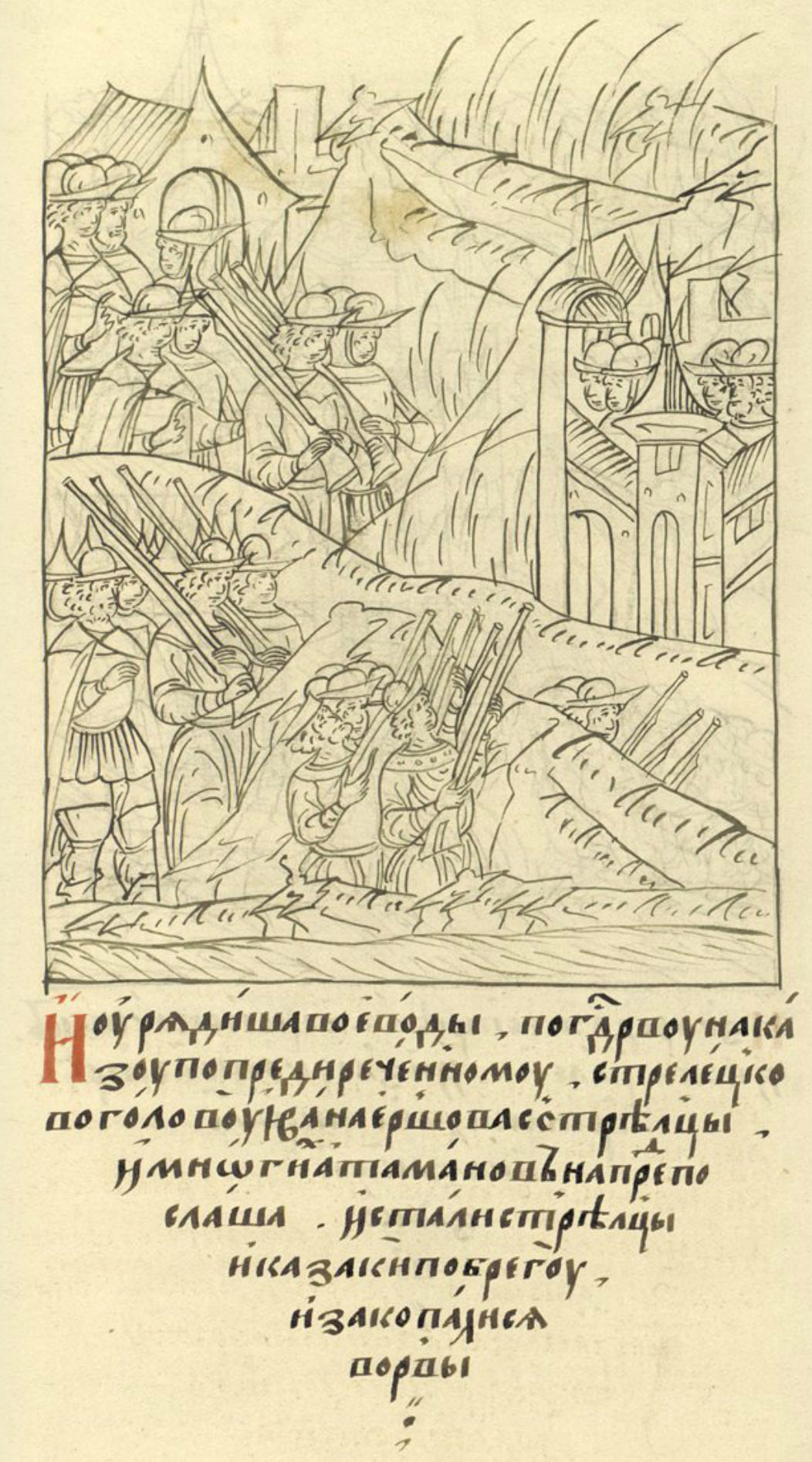
Осада Казани. Миниатюра Лицевого летописного свода. XVI в. «И стали стрельцы и казаки по берегу, и закопались во рвы»

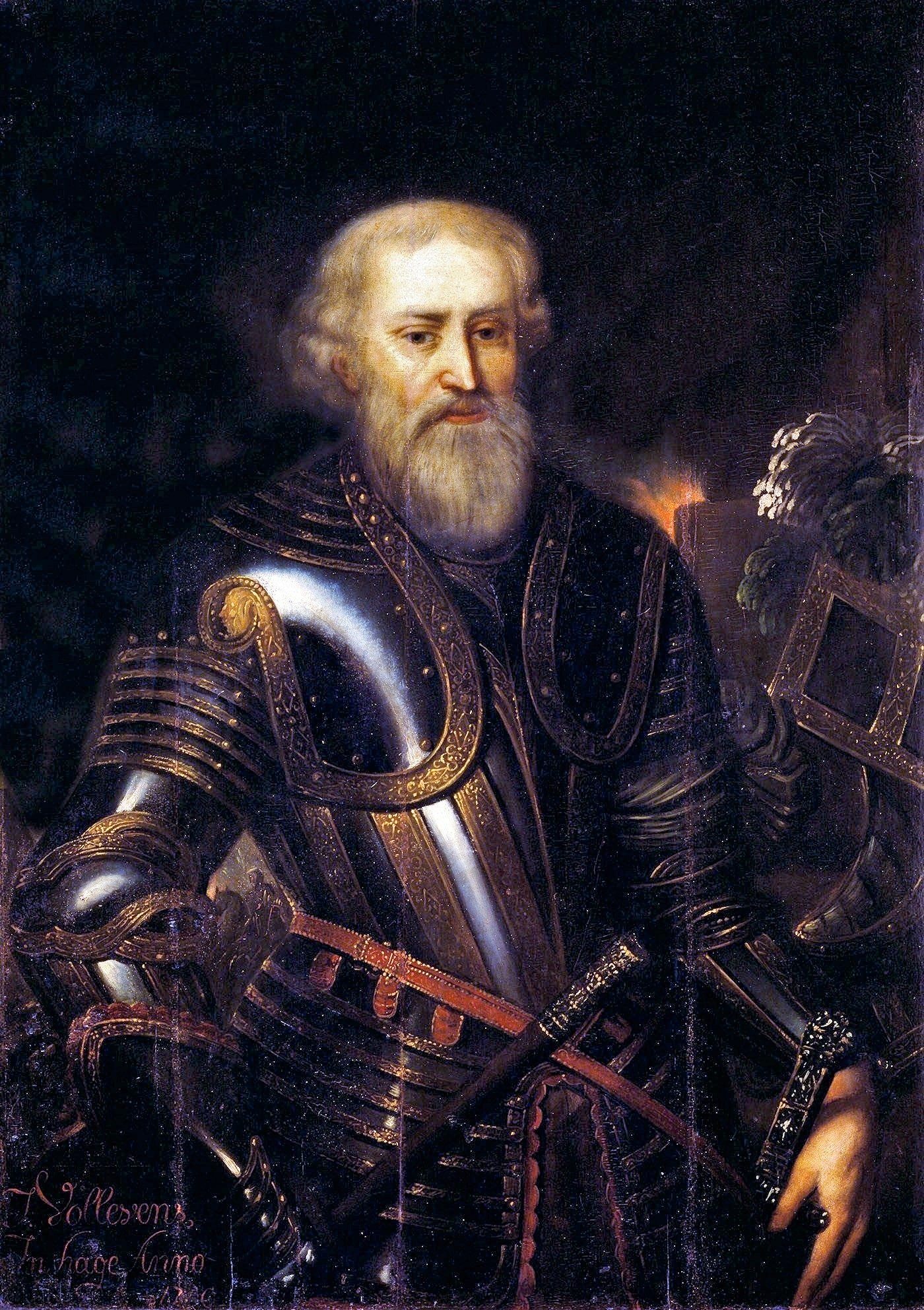
Артамон Сергеевич Матвеев в 1654—1671 гг. стольник, полковник и стрелецкий голова 3 приказа

К началу XVII века оценочная численность стрелецкого войска составила до 20 000, из них — до 10 000 московских. В 1632 году общая численность стрельцов составляла 33 775 человек, а к началу 1680-х годов увеличилась до 55 тысяч. При этом стрелецкие ряды пополнялись, прежде всего, за счёт прибавления стрельцов московских, которых в 1678 году насчитывалось 26 полков общей численностью 22 504 человека. Помимо московских в Русском государстве насчитывалось 48 стрелецких пехотных полков.
Набор в стрелецкое войско традиционно производился из «гулящих» людей: «не тяглых, и не пашенных, и не крепостных», «молодых и резвых и из самопалов стрелять гораздых».
С течением времени регулярным источником пополнения стрелецкого войска стали подросшие сыновья и другие родственники приборных людей. Постепенно служба в стрельцах превратилась в наследственную повинность, которую можно было, сложив с себя, передать кому-либо из близких. «И бывают в стрелцах вечно, — записал Котошихин, — и по них дети и внучата, и племянники, стрелецкие ж дети, бывают вечно ж». 
Вскоре, после учреждения шести московских стрелецких приказов был осуществлён «прибор» стрельцов и в других городах. Как предположил П. П. Епифанов, в данном случае на постоянную службу переводили «старых, „гораздых“ стрелять из ружей, пищальников». 
Уже в ноябре 1555 г., во время русско-шведской войны 1554—1557 гг. в походе к Выборгу должны были принять участие не только сводный приказ московских стрельцов Т. Тетерина, но и стрелецкие отряды из «Белые, с Опочек, с Лук с Великих, с Пупович, с Себежа, с Заволочья, с Торопца, с Велижа». Всем им по распоряжению московских властей выдать «по полтине денег человеку, для <…> неметцкие службы».
При поступлении на службу, стрельцы, как и другие «приборные» люди, представляли поручителей, в присутствии послухов заверявших власти в должном исполнении каждым воином своих обязанностей. В науке существует две полярные точки зрения на организацию поручительства: И. Д. Беляев полагал, что новоприборных служилых людей принимали в службу по круговой поруке всех слобожан; возражая ему, И. Н. Миклашевский утверждал, что при наборе новых стрельцов достаточно было поручительства 6-7 старых стрельцов, так как интересами службы могли быть связаны лишь отдельные лица. Сохранившиеся поручные записи позволяют говорить о существовании обеих форм — хорошо известны случаи, когда при образовании новых гарнизонов действовала круговая порука. В 1593 г. в сибирском городе Таборах стрелецкий десяток Т. Евстихеева ручался сотнику К. Шакурову «промеж себя друг на друга, в верной службе в новом городе Таборах». В XVII в. в таких случаях стрельцов-сведенцев делили на две половины, после чего каждая ручалась за другую половину. Так обстояло дело в 1650 г. при формировании стрелецкого гарнизона в новопостроенном г. Цареве-Алексееве. К одной половине были отнесены стрельцы, переведённые из Ельца и Лебедяни, к другой — из Оскола, Михайлова, Ливен, Черни и Ростова. В то же время в других городах правительство разрешало «прибирать» стрельцов за порукой старослужащих воинов. «Поручные записи» требовали при зачислении на стрелецкую службу власти Соловецкого монастыря. В этом случае необходимым условием являлось поручительство всей содержавшейся монастырём стрелецкой сотни.
Для управления стрелецким войском в середине 1550-х годов была образована Стрелецкая изба, позднее переименованная в Стрелецкий приказ. Необходимые для содержания стрельцов денежные средства и продовольствие поступали в распоряжение Стрелецкого приказа из различных ведомств, в управлении которых находилось тяглое население городов и черносошное крестьянство. На этих категориях жителей Московского государства лежала вся тяжесть казённых повинностей, в том числе обязанность по уплате специального налога — «пищальных денег», а также сбор «стрелецкого хлеба». В 1679 году для большинства городских жителей и чёрных крестьян северных и северо-восточных уездов прежние подати были заменены единым налогом — «стрелецкими деньгами».
В последние десятилетия XVII века московские стрельцы стали активными участниками политических процессов, протекавших в государстве и стране, и не раз с оружием в руках противостояли действиям правительства (восстание 1682 года, бунт 1698 года). Это, в конечном счёте, и определило решение Петра I о ликвидации стрелецкого войска. Его правительство приступило к реформированию вооружённых сил России: восемь московских стрелецких полков были передислоцированы из столичного гарнизона, на «вечное житьё», в украинные (пограничные) города Белгород, Севск, Киев и другие. Царём было принято решение о расформировании стрелецкого войска как рода оружия. 
Но после поражения русской армии под Нарвой в 1700 году расформирование полков стрельцов было приостановлено, и наиболее боеспособные полки участвовали в Северной войне и Прутском походе армии России в 1711 году. 
При создании гарнизонных войск произошло упразднение городовых стрельцов и казаков. 
Процесс ликвидации рода оружия завершился в 1720-е годах, хотя в качестве службы («служилых людей старых служб») городовые стрельцы и казаки сохранились в ряде городов России почти до конца XVIII века.

## Вооружение

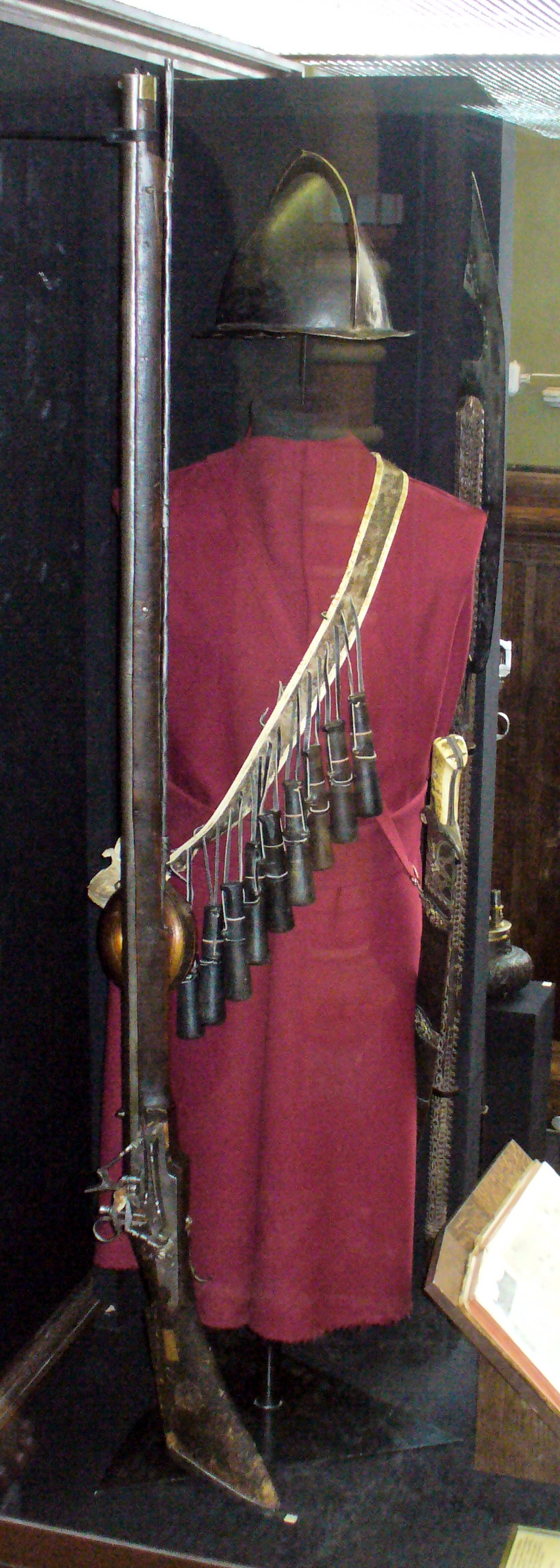
Комплекс вооружения, оснащения и обмундирования стрельца. Экспонат ГИМ

На вооружении стрелецкого войска были пищали и мушкеты, бердыши, клинковое оружие — сабли и шпаги, которое носили на поясной портупее. Для стрельбы из пищали стрельцы использовали необходимое снаряжение: перевязь («берендейку») с привешенными к ней пенальчиками с пороховыми зарядами, сумку для пуль, сумку для фитиля, рог с порохом для натруски пороха на зарядную полку пищали. К концу 1670-х годов, в качестве дополнительного оружия и для составления заграждений («рогаток») иногда применялись длинные пики. 
Также использовались ручные гранаты: например, в описи Стрелецкого приказа 1678 года упоминаются 267 ядер гранатных ручных нарядных весом по одной и по две и по три гривенки, семь ядр нарядных же гранатных, 92 ядра тощих весом по пяти гривенок.
Кроме оружия, стрельцы получали из казны свинец и порох (в военное время 1—2 фунта на человека). Перед выступлением в поход или служебную «посылку» стрельцам и городовым казакам выдавалось необходимое количество пороха и свинца. В воеводских наказах содержалось строгое требование о выдаче боеприпасов «при головах и при сотниках, и при атаманах», призванных следить, чтобы стрельцы и казаки «без дела зелья и свинцу не теряли», а по возвращении «будет стрелбы не будет», воеводы должны были порох и свинец «у стрелцов и у казаков имати в государеву казну».
Во второй половине XVII века знаменосцы и музыканты-сиповщики имели на вооружении только сабли. Пятидесятники и сотники были вооружены только саблями и протазанами. Старшим командирам (головам, полуголовам и сотникам) кроме сабель полагались трости.
Защитное снаряжение рядовыми стрельцами, за редким исключением, не применялось, в других источниках указано что стрельцами носились, в военное время, железные шапки, невысокие, из листового или кованного железа, без ушей, бармиц и часто даже без околыша, с небольшими полями. Исключением является упоминание Ф. Тьеполо, побывавшего в Москве в 1560 году, об ограниченном применении русской пехотой шлемов. Сохранились сведения о смотре на Девичьем поле 1664 года, когда в стрелецком полку А. С. Матвеева двое знаменщиков были в кирасах и один — в латах. На некоторых рисунках «Книги в лицах об избрании Михаила Фёдоровича на царство» 1676 года стрельцы изображены в шлемах, схожих с кабассетами, однако в документах они не упоминаются. Подобные шлемы, в виде каски с полями, были удобны для пехоты — не мешали при стрельбе и, вместе с тем, обеспечивали достаточную защиту.
Джайлс Флетчер, побывавший в России в 1588—1589 годах, писал: «Стрельцы, составляющие пехоту, не носят никакого оружия, кроме самопала в руке, бердыша на спине и меча сбоку. Ствол их самопала не такой, как у солдатского ружья, но гладкий и прямой (несколько похожий на ствол охотничьего ружья); отделка ложа очень груба и неискусна, и самопал весьма тяжел, хотя стреляют из него очень небольшой пулей».
К XVII веку относится первое законодательное определение вооружения стрельцов. 14 декабря 1659 года в частях, действовавших на территории Украины, были произведены изменения вооружения. В драгунских и солдатских полках вводились бердыши, а у стрельцов пики. Царский указ гласил: «… в салдацских и драгунских во всех полкех у салдатов и драгунов и в стрелецких приказех у стрельцов велел учинить по пике короткой, с копейцы на обеих концах, вместо бердышей, и пики долгие в салдацких полкех и в стрелецких приказех учинить же по рассмотрению; а у остальных салдатех и у стрельцов велел быть шпагам. А бердышей велел учинить в полкех драгунских и салдатских вместо шпаг во всяком полку у 300 человек, а достальным по-прежнему в шпагах быть. А в стрелецких приказех бердышей учинить у 200 человек, а достальным быть в шпагах по-прежнему».
Огнестрельное оружие было как отечественного производства, так и импортное. 
На вооружении стрельцов были гладкоствольные фитильные, а позднее — кремнёвые пищали. Что интересно, в 1638 году вяземским стрельцам были выданы фитильные мушкеты, на что те заявили, что «они из таких мушкетов с жаграми стрелять не умеют, и таких мушкетов преж сево у них з жаграми не бывало, а были де у них и ныне есть пищали старые с замки». В то же время фитильное оружие сохранялось и, вероятно, преобладало до 1670-х годов.
Винтовальными пищалями, собственное производство которых началось к середине XVII века, поначалу стали снабжать стрелецких голов и полуголов, а с 1670-х годов — и рядовых стрельцов. В частности, в 1671 году стрелецкому полку Ивана Полтеева было выдано 24; в 1675 отправлявшимся в Астрахань стрельцам — 489 винтовок. В 1702 году у тюменских стрельцов винтовки составляли 7 %.
К концу XVII века некоторые городовые стрельцы небольших, далёких от границ городов приобретают чисто полицейские функции, в связи с чем лишь немногие из них оставались вооружены пищалями, а остальные — бердышами. Кроме того, на вооружении городовых стрельцов упоминается такое оружие, как копья, рогатины, луки и самострелы.

## Форма

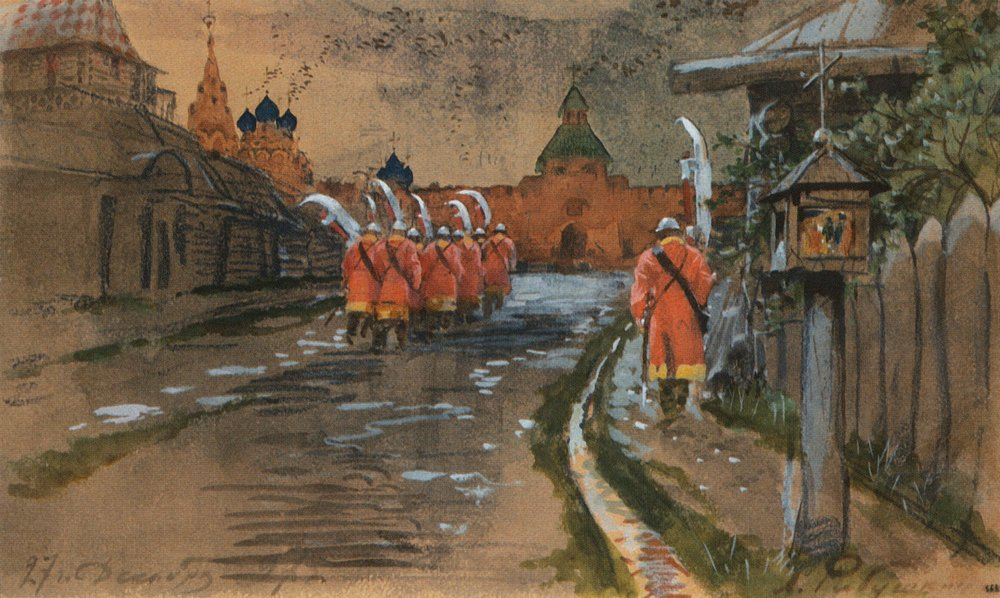
Рябушкин А. П. Стрелецкий дозор у Ильинских ворот в старой Москве

Стрелецкие полки имели единообразную и обязательную для всех парадную форму («цветное платье»), состоявшую из верхнего кафтана, шапки с меховым околышем, штанов и сапог, цвет которых (кроме штанов) регламентировался согласно принадлежности к определённому полку.
Можно отметить общее в оружии и одежде всех стрельцов:
- все стрельцы носили перчатки с крагами коричневой кожи;
- в походе дуло пищали или мушкета закрывалось коротким кожаным чехлом;
- бердыш носился за спиной через любое плечо;
- поверх поясного ремня, к которому крепилась сабля, надевался кушак;
- на походном кафтане не было петлиц;
- внешним отличием старших офицеров («начальных людей») были шитое жемчугом изображение короны на шапке и посох (трость), а также горностаевый подбой верхнего кафтана и опушка шапки (указывало на высокородное княжеское происхождение).

Парадная форма надевалась только в особые дни — во время главных церковных праздников и при проведении торжественных мероприятий.
Для выполнения повседневных обязанностей и в военных походах использовалось «носильное платье», имевшее тот же покрой, что и парадная форма, но сделанная из более дешёвого сукна серого, чёрного или коричневого цвета.
Выдача казённого сукна московским стрельцам на пошив повседневных кафтанов производилась ежегодно, в то время как городовым стрельцам раз в 3-4 года. Дорогие цветные сукна, предназначенные для пошива парадной формы, выдавались нерегулярно, только по особо торжественным случаям (в честь одержанных побед, в связи с рождением царских наследников и т. д.) и являлась дополнительной формой поощрения за службу. Доподлинно известны цвета полков расквартированных в Москве только второй половины XVII века
Цвета парадной формы по полкам в 1674 году (по Эрику Пальмквисту):

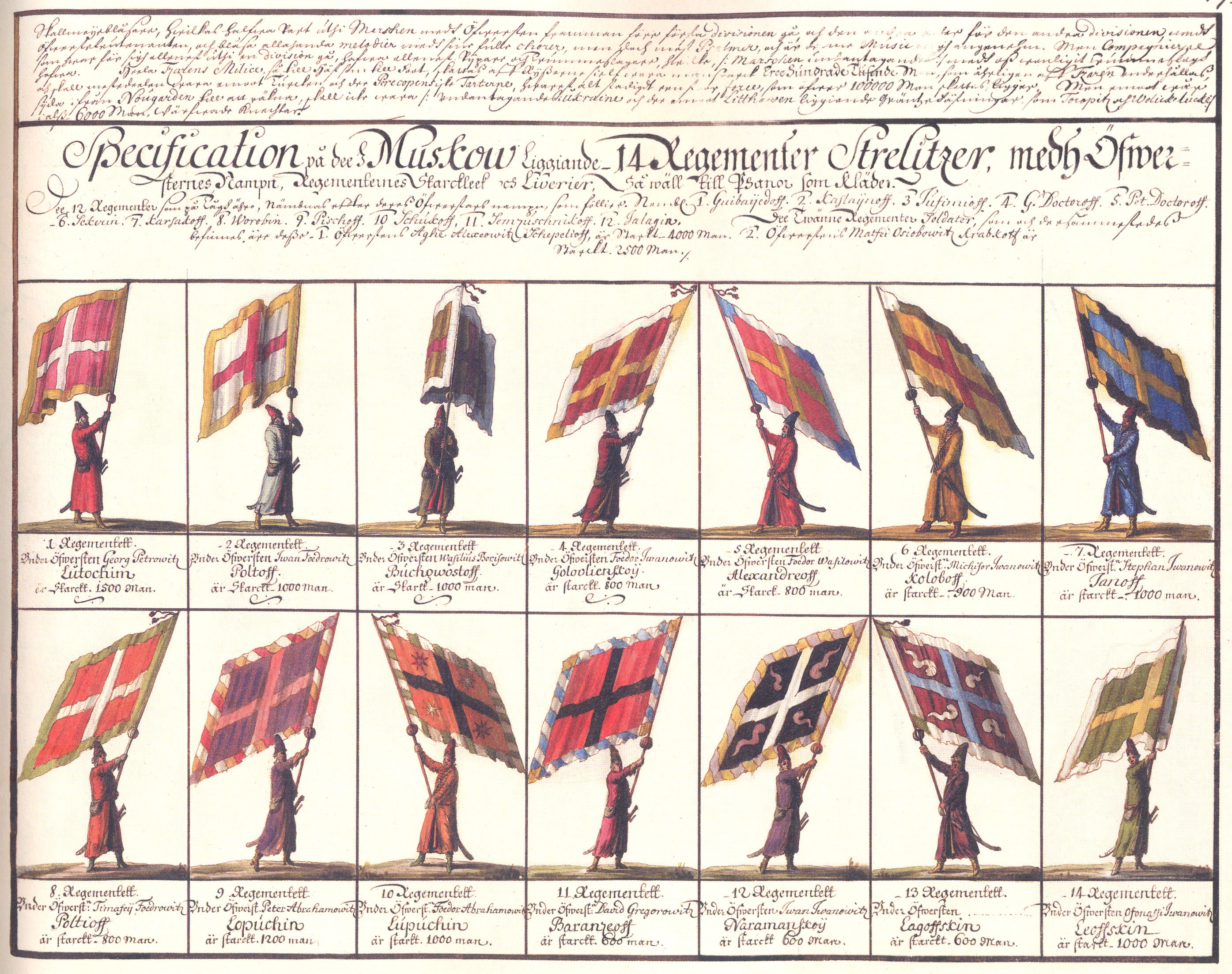
Знамёна и форма стрелецких полков. «Заметки о России, сделанные Эриком Пальмквистом в 1674 году»

| Полк                     | Кафтан          | Подбой         | Петлицы         | Шапка         | Сапоги  |
| ------------------------ | --------------- | -------------- | --------------- | ------------- | ------- |
| Полк Юрия Лутохина       | Красный         | Красный        | Малиновые       | Тёмно-серая   | Жёлтые  |
| Полк Ивана Полтева       | Светло-серый    | Малиновый      | Малиновые       | Малиновая     | Жёлтые  |
| Полк Василия Бухвостова  | Светло-зелёный  | Малиновый      | Малиновые       | Малиновая     | Жёлтые  |
| Полк Фёдора Головленкова | Клюквенный      | Жёлтый         | Чёрные          | Тёмно-серая   | Жёлтые  |
| Полк Фёдора Александрова | Алый            | Светло-синий   | Тёмно-красные   | Тёмно-серая   | Жёлтые  |
| Полк Никифора Колобова   | Жёлтый          | Светло-зелёный | Тёмно-малиновые | Тёмно-серая   | Красные |
| Полк Степана Янова       | Светло-синий    | Коричневый     | Чёрные          | Малиновая     | Жёлтые  |
| Полк Тимофея Полтева     | Оранжевый       | Зелёный        | Чёрные          | Вишнёвая      | Зелёные |
| Полк Петра Лопухина      | Вишнёвый        | Оранжевый      | Чёрные          | Вишнёвая      | Жёлтые  |
| Полк Фёдора Лопухина     | Жёлто-оранжевый | Малиновый      | Малиновые       | Малиновая     | Зелёные |
| Полк Давыда Баранчеева   | Малиновый       | Коричневый     | Чёрные          | Коричневая    | Жёлтые  |
| Полк Ивана Нарамацкаго   | Вишнёвый        | Светло-синий   | Чёрные          | Малиновая     | Жёлтые  |
| Полк Василия Лаговчина   | Брусничный      | Зелёный        | Чёрные          | Зелёная       | Жёлтые  |
| Полк Афанасия Левшина    | Светло-зелёный  | Жёлтый         | Чёрные          | Малиновая     | Жёлтые  |
| Патриаршие стрельцы      | Вишнёвый        | Светло-зелёный | Серебряные      | Тёмно-красная | Жёлтые  |

Существует также версия (см. «Цейхгауз» № 1), что упомянутые в этом перечне (составленном на основании рисунка современника) малиновые петлицы в действительности были золотыми, а чёрные — серебряными.
Внешний вид стрельцов в 1674 году.

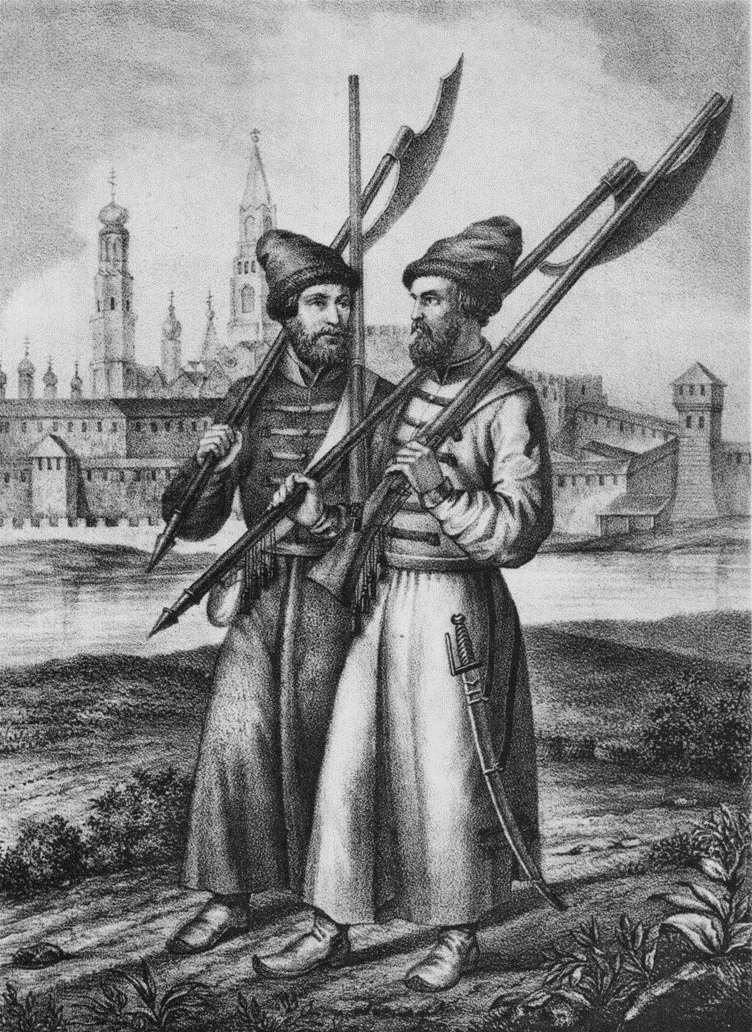
Стрельцы Московских Стрелецких полков Лутохина и Ивана Полтева
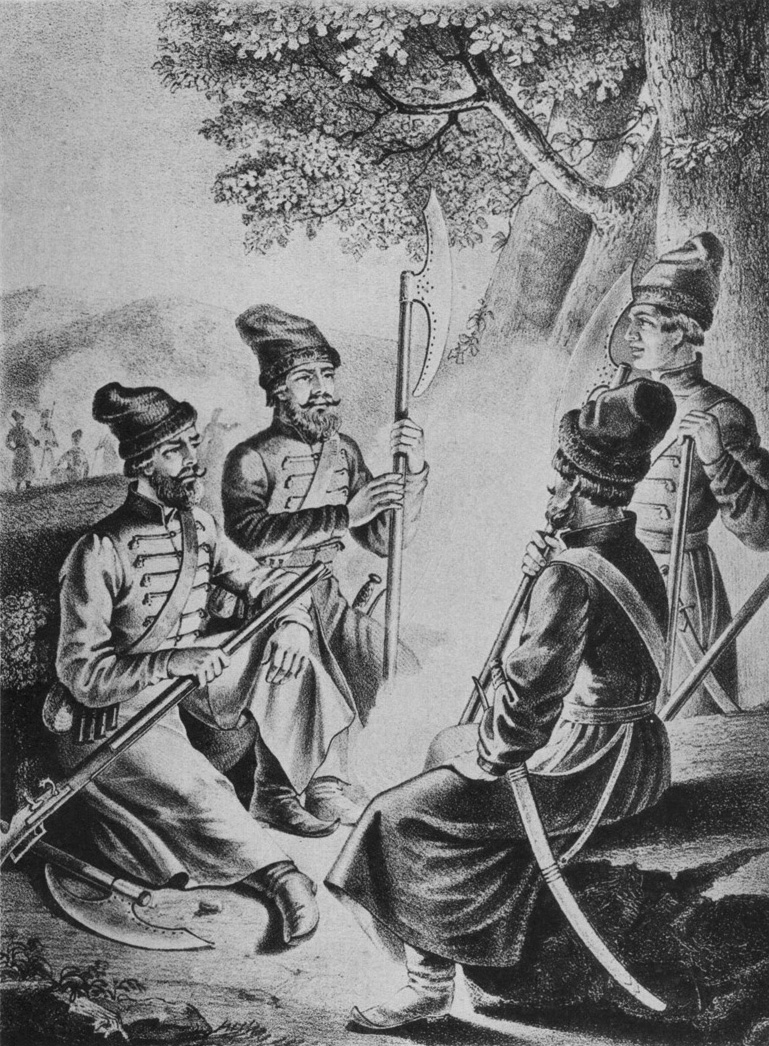
Стрельцы Московских Стрелецких полков: Колобова, Александрова, Головлинского и Бухвостова
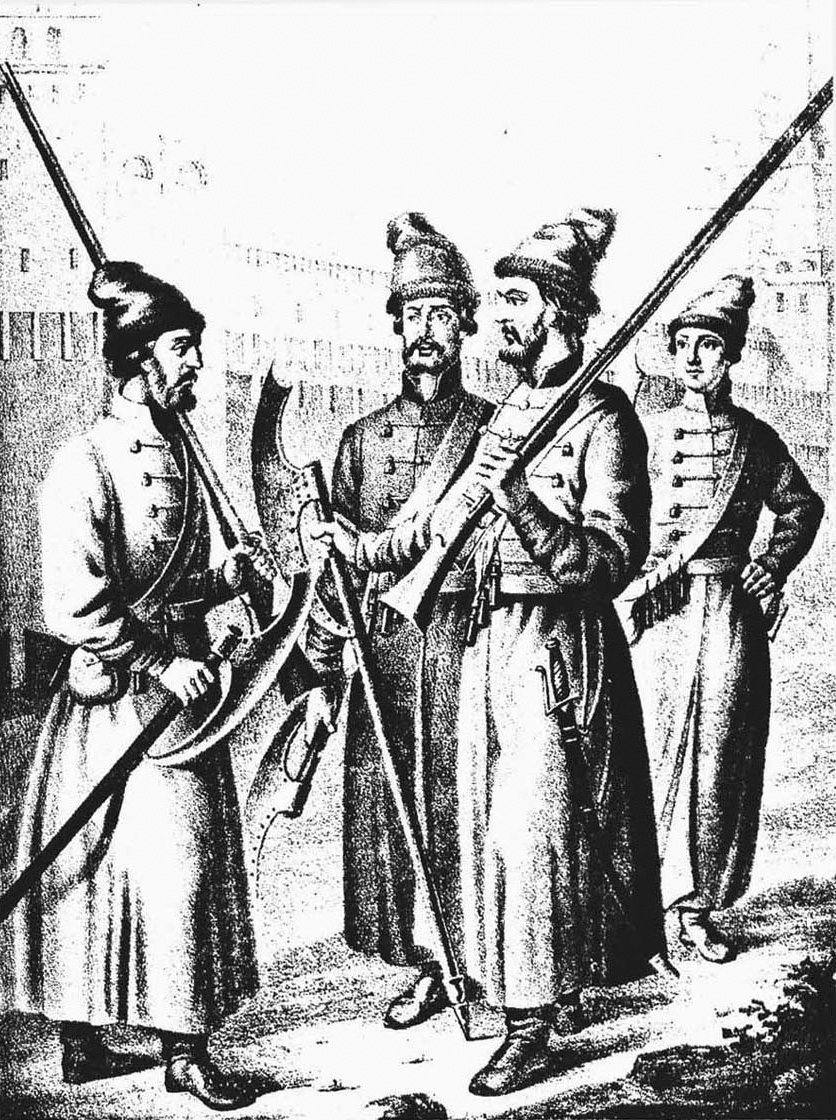
Стрельцы Московских Стрелецких полков: Тимофея Полтева, Петра Лопухина, Якова и Фёдора Лопухина
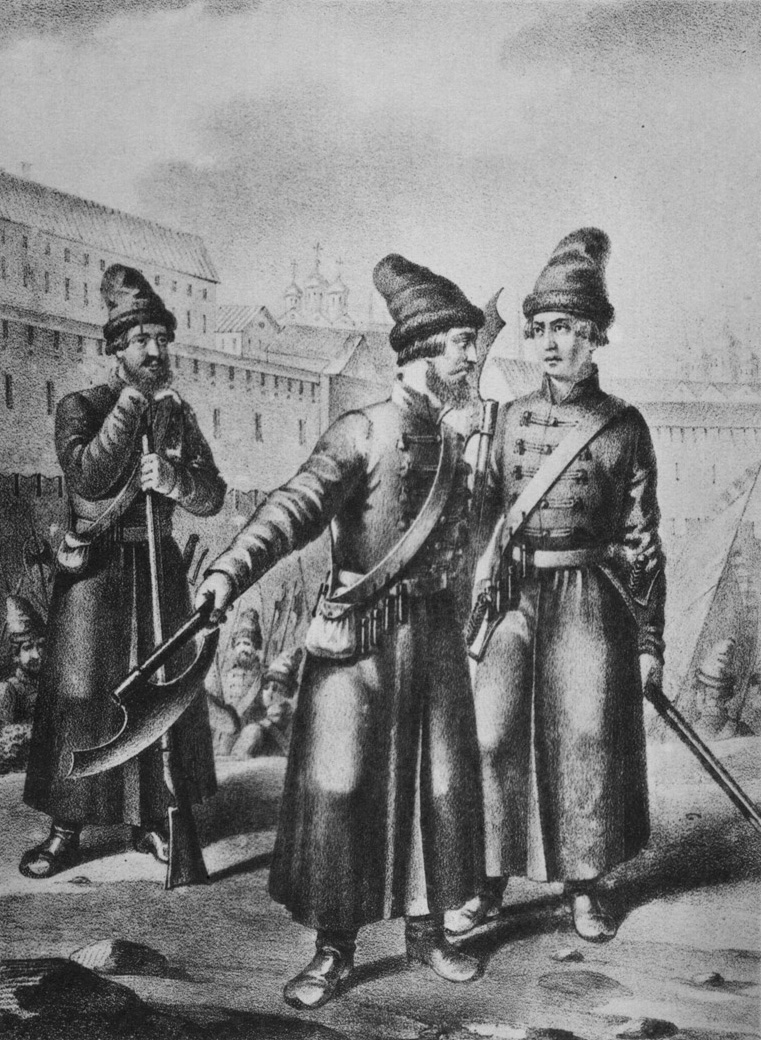
Стрельцы Московских Стрелецких полков: Лаговскина, Воронцова и Нараманского
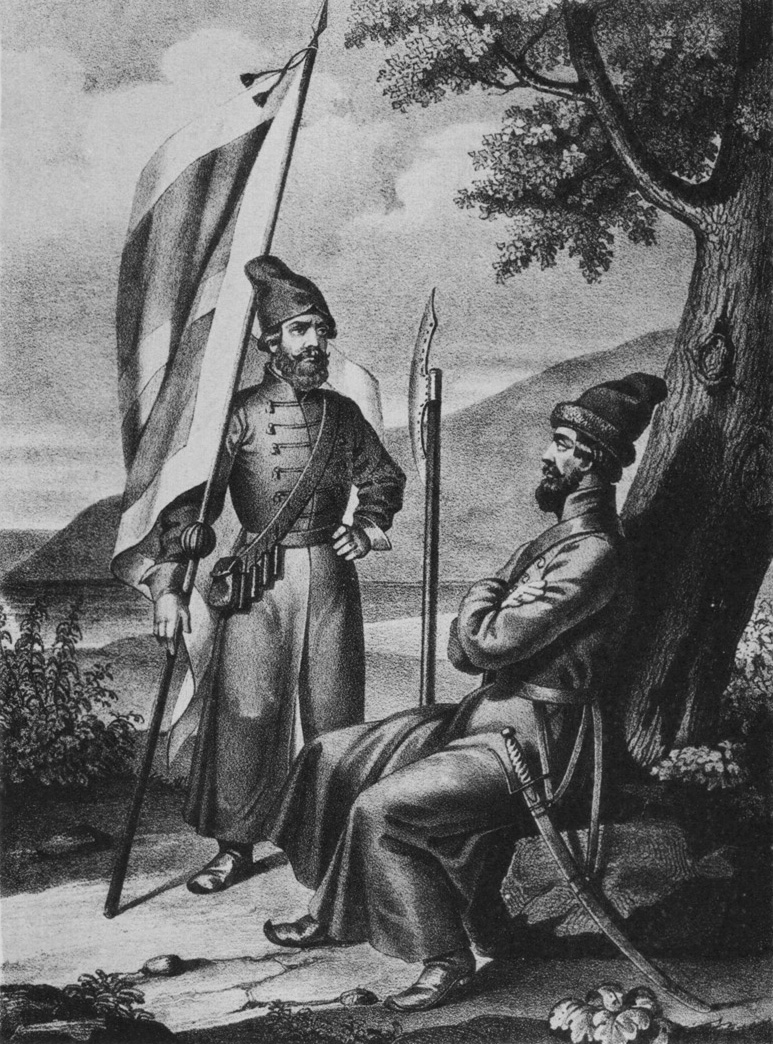
Знаменщик и стрелец Московского Стрелецкого Левшина полка
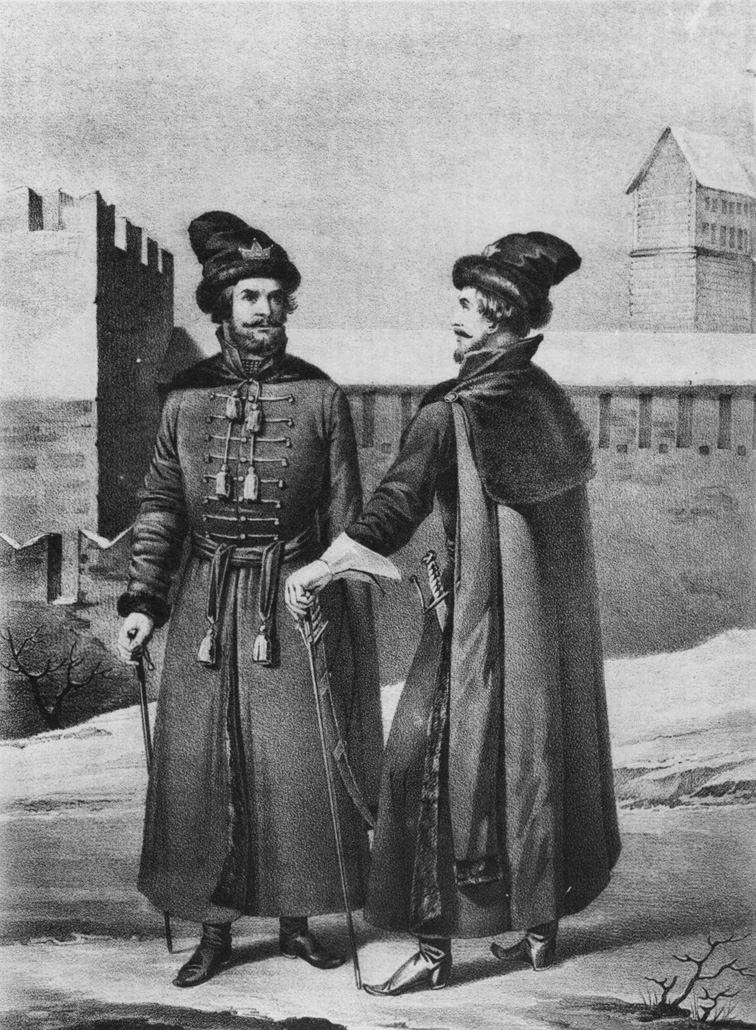
Начальные люди или офицеры Московских Стрелецких полков

## Стрелецкие знамёна

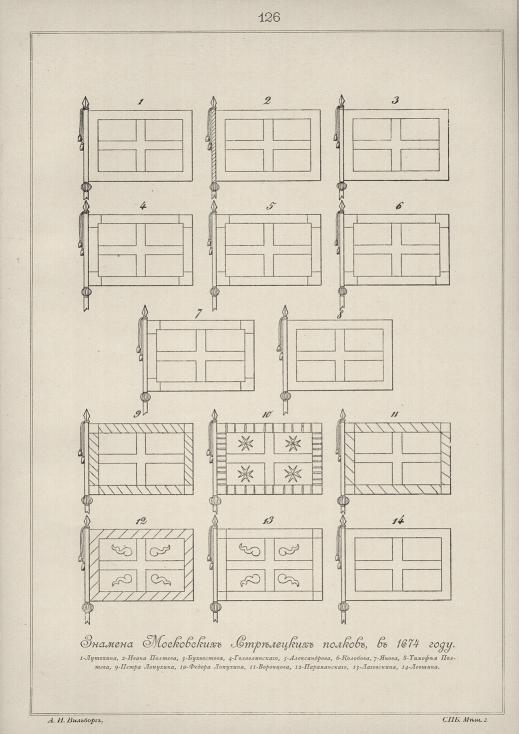
Знамёна Московских Стрелецких полков, 1674 год

В первые годы царствования Михаила Фёдоровича стрелецким приказам выдавали знамёна двух типов: сотенные знамёна и знамёна голов.
Стрелецкие знамёна изготавливались в форме прямоугольника длиной от 3 до 4 аршин и шириной от 2 до 3 аршин. В середине полотнища вшивался крест, разбивавший поле знамени на 4 равные части. В левой верхней четверти вшивался 8-ми конечный крест. В остальных четвертях вшивались признаки — то есть звёзды, кружки, косицы и т. д.
Средняя часть знамени могла изготавливаться из равносторонних четырёхугольников разного цвета. Такое знамя называлось шахматным. Иногда знамя сшивалось из треугольников разных цветов — такое знамя называлось клинчатым. Стрелецкие знамёна всегда опушались каймой.
Знамёна голов шили из шёлковых тканей, признаки на них писали золотом и серебром. Сотенные знамёна шили из киндяка, миткаля, холста, кумача, в редких случаях из тафты и других шёлковых тканей.
В царствование Алексея Михайловича использование шёлковых тканей становится более частым. В это же время появляются знамёна пятисотенные. Пятисотенные знамёна выдаются полуголовам и изготавливаются из шёлка. Знамёна голов увеличиваются в размерах — иногда до 8 аршин в длину и 6 в ширину. С 1669 года на знамёнах голов появляются священные изображения. Знамёна сотенные московских приказов изготовлялись по образцу: в середине крест, деливший знамя на 4 равные части, в левой верхней четверти размещался 8-ми конечный крест на подножии, вокруг него звёзды, число которых соответствовало номеру сотни.
После отмены сотен и введения стрелецких полков изменили своё название и знамёна. Знамёна голов стали называться полковничьими, знамёна пятисотенные — полуполковничьи, сотенные знамёна — братские. Знамёна изготавливались из камки. Всё чаще появляются священные изображения, писанные золотом и серебром.
Древки знамён крашенные, мешочки для крепления знамени к древку — из красной ткани. Навершья железные, втоки железные и медные.
В начале XVIII века стрелецкие знамёна остаются старого образца. На братских знамёнах появляются священные изображения, на знамёнах городовых стрельцов появляются гербы городов, в которых размещались полки.

### Прапоры
В конце XVII века появляются прапоры стрелецких начальников.
Стрелецкие прапоры строились по образцу боярских, в центре изображали Спасителя и Богородицу, лики Святых угодников, Архангелов и ангелов. Прапоры полковников, полуполковников, майоров и квартирмейстеров с двумя откосами, прапоры капитанские — с одним откосом.

## Стрелецкие полки

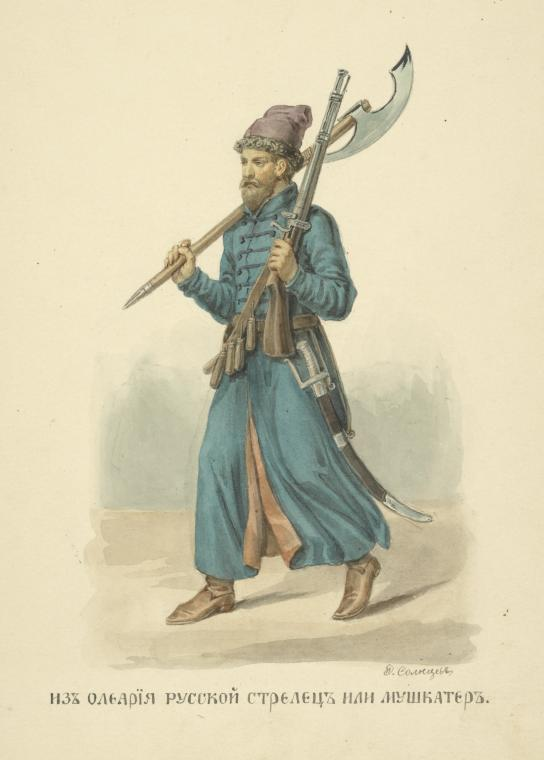
Русский стрелец или мушкетёр

Формирования стрельцов (стрелецкие полки) первоначально именовались «прибор» (отряд), затем «приказ» — до 1682 года. Первоначально штатная численность стрелецких приказов составляла 500 человек, разделённых на пять сотен. Впоследствии численность полкового личного состава постоянно возрастала. Во второй половине XVII века различались «тысячные» и «семисотные» приказы. В 1680-е годы была проведена унификация штатов стрелецких полков, после чего стало «во всяком полку по 1000 человек, а в полку порознь чинов пятисотной 1 человек, пристав 1 человек, пятидесятников 20 человек, десятников 100 человек», но на практике численность стрельцов в полках по-прежнему колебалась от 600 до 1200 человек.
Десятники и пятидесятники составляли унтер-офицерский корпус; приставы, переизбиравшиеся ежегодно, выполняли функции адъютантов командиров приказов. В 1650-е годы вводится должность «пятисотного пристава» или просто пятисотенного, выбиравшегося из числа рядовых стрельцов или младших командиров. На нём лежали обязанности заместителя командира приказа по организации тылового обеспечения.
До середины XVII века офицерский состав стрелецких полков состоял из голов и сотников. В 1650-е годы была введена должность полуголовы — первого заместителя командира полка. В период русско-польской войны 1654—1667 годов в практику стрелецкой службы вводится пожалование стрелецких голов чином полковника, первоначально имевшим почётное значение. Соответственно, полуголовы жаловались чином полуполковника. В 1680 году было проведено переименование стрелецких голов в полковники, полуголов — в полуполковники, а сотников — в капитаны. С этого же времени старшим стрелецким командирам стал автоматически присваиваться придворный чин стольника, после чего их официальное наименование стало звучать как «стольник и полковник», «стольник и полуполковник».
Пытаясь определить численность стрельцов, А. В. Чернов писал, что сведения о них «весьма скудны и ограничиваются сообщениями иностранцев, посещавших Россию». Действительно, по отношению к XVI в. это высказывание соответствует истине. По утверждению Флетчера, московских стрельцов насчитывалось в конце этого столетия около 7000 человек, из которых 2000 были стремянными (конными). Всего же в России, по его мнению, было 12 тысяч стрельцов. Д. Горсей полагал, что в 1571 году, во время нашествия Девлет-Гирея, в личной охране Ивана Грозного их было не менее 20 тысяч и, похоже, в своих расчётах он был близок к истине. По Маржерету, в конце XVI — начале XVII вв. московских стрельцов (аркебузиров) было 10 тысяч человек. Он писал, что аркебузиры были «в каждом городе, приближённом на сто верст к татарским границам, смотря по величине имеющихся там замков». Несомненно, что к концу XVI в. стрелецкое войско увеличилось, насчитывая около 20 тыс. человек. По сообщению С. Маскевича, в начале XVII в. только в Москве было 20 тыс. стрельцов; 18 тыс. из них польский комендант А. Гонсевский разослал по отдалённым городам. Указанная численность московских стрельцов выглядит явно завышенной — даже в середине XVII в. в столице несли службу не более 8 тысяч стрельцов. По-видимому, ожидая прихода к Москве польской армии, Василий Шуйский сосредоточил здесь стрелецкие части и из других городов. Они и были впоследствии выведены из столицы по приказу Гонсевского. Московских стрельцов в то время оставалось немного. В 1610—1611 гг. в столице их насчитывалось всего 2500 человек. После Московского восстания 1611 г. и осады города земскими войсками столичный гарнизон сократился и его пришлось формировать заново. В 1616 г. в Москве было 2000 стрельцов. С окончанием военных действий против шведских и польских войск в 1617—1618 гг. стрелецкий столичный гарнизон стал быстро увеличиваться. В 1629 г. в Москве несли службу 8 стрелецких голов, 40 сотников и 4 тысячи стрельцов. Однако из этого числа 35 стрельцов было послано в Галич, 15 — к Соли Вычегодской, 20 — на заставу в Великом Устюге, 400 — в Путивль и Брянск. В Москве оставалось 3535 стрельцов. Спустя всего лишь год численность московских стрельцов увеличилась в полтора раза. По росписи Стрелецкого приказа в столице находилось 12 голов, 61 сотник и 6100 стрельцов. 500 из них находилось в Вязьме, по 400 — в Путивле и Валуйке, 300 — в Брянске. В 1638 г. в Москве по спискам значилось уже 15 человек стрелецких голов, 76 сотников и 8100 рядовых стрельцов. Из этого числа 4 головы, 20 сотников и 2000 стрельцов были высланы на южную границу к Яблоновому лесу, где шло строительство новой крепости. В 1651 г. численность стрелецких полков возросла до 44 486 человек, в московской службе в этом году находилось 18 приказов, 18 голов, 74 сотника и 8030 рядовых стрельцов. Однако, из этого числа приборных людей 6 приказов были выведены в другие города: 3 приказа находилось в Казани, ещё 3 в Астрахани, Яблонове и Путивле. В Москве оставалось 12 голов, 50 сотников и 5556 стрельцов в 12 приказах. Как и раньше, стрельцы делились на приказы, по 500 человек в каждом. Стрелецкие головы были вполне самостоятельны, подчиняясь непосредственно центральному учреждению — Стрелецкому приказу, известному, по крайней мере, с 1571 г., но возникшему, вероятно, вскоре после учреждения первых стрелецких частей. Приказ ведал комплектованием, снабжением, вооружением и, по-видимому, обучением, стрельцов на территории всего государства, осуществляя также административно-военные и судебные функции в отношении стрельцов.

## Комплектование

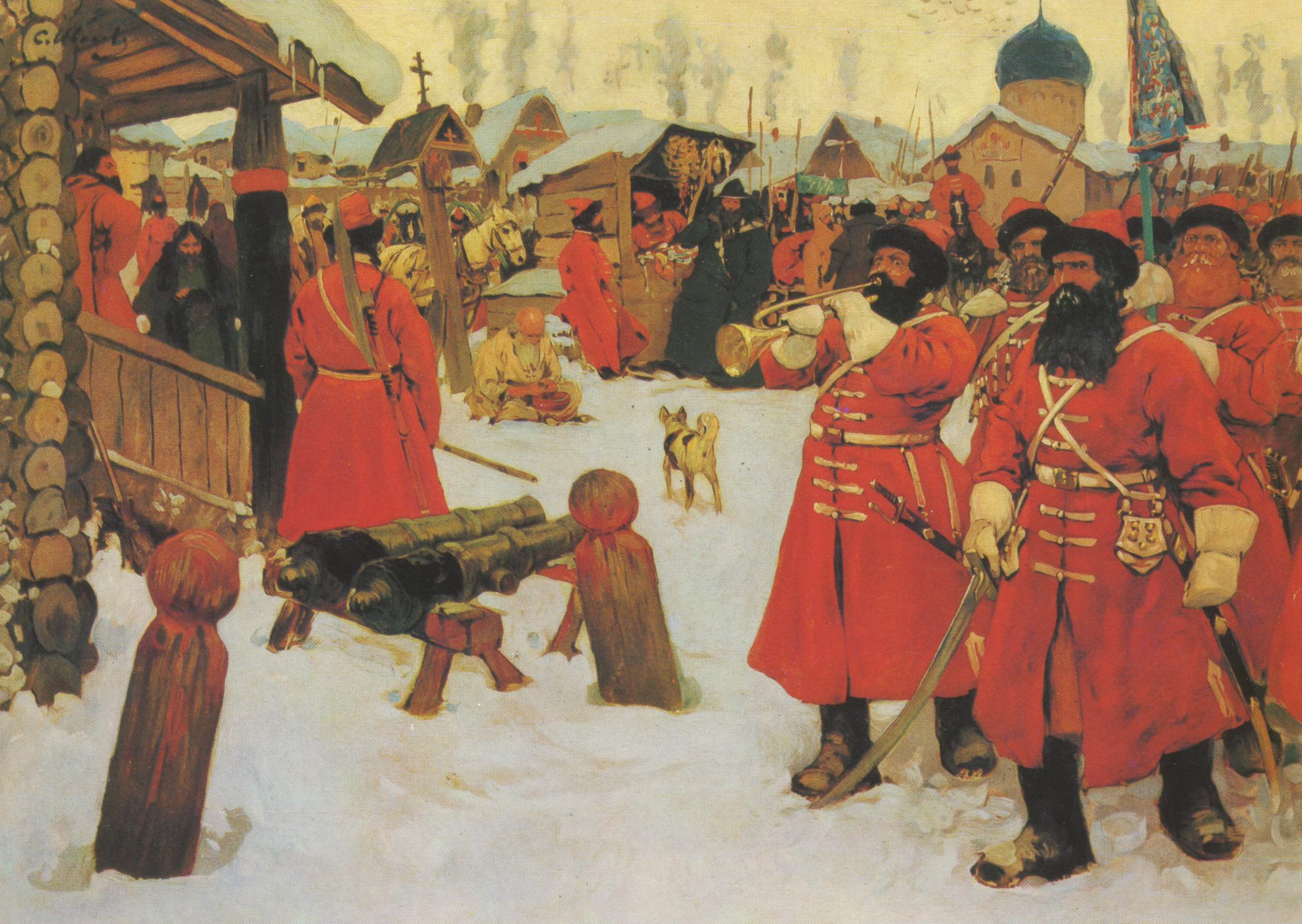
Стрельцы. Фрагмент картины С. В. Иванова «Царь. XVI в.» (1902)

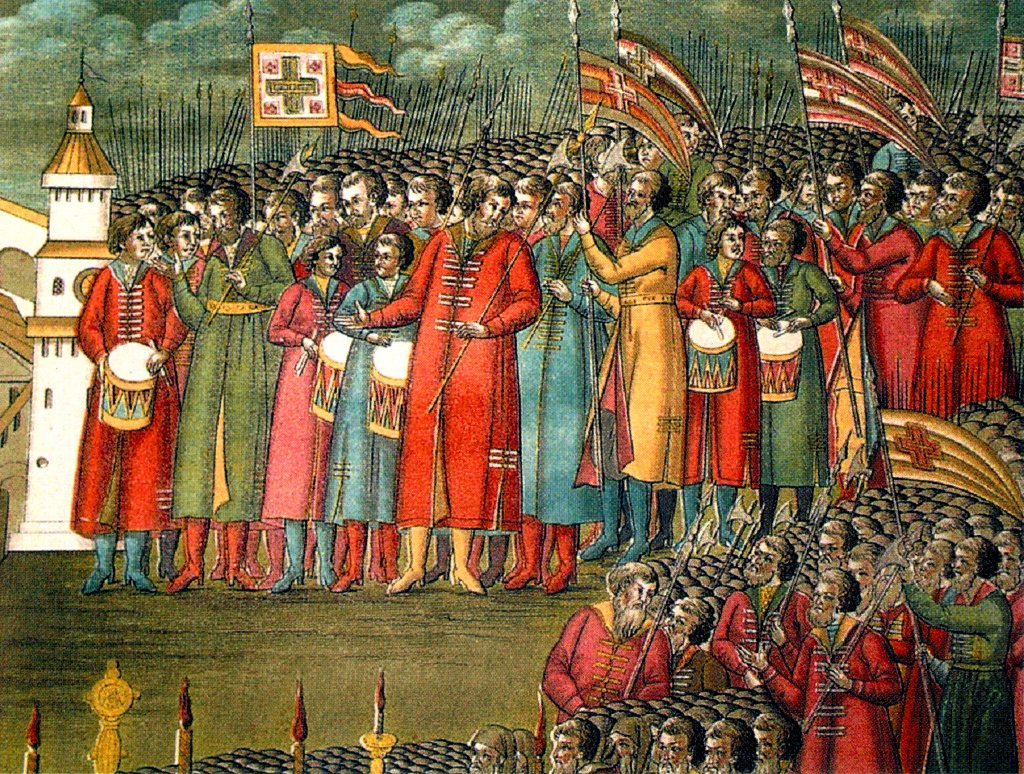
Стрельцы. Рис. из «Книги венчания на царство Михаила Фёдоровича Романова» (1672)

Первые стрельцы, вероятно, были организованы из числа лучших пищальников. В мирное время в стрелецкую службу набирались новобранцы из числа свободных «гулящих» людей, сыновей или родственников стрельцов. В периоды военных действий власти нередко прибегали к набору в стрелецкие полки «даточных» людей, собиравшихся с определённого числа крестьянских или посадских дворов. При поступлении на службу стрельцы представляли поручителей. Служба являлась пожизненной, однако её можно было оставить, передав «по наследству». В результате сформировалось своеобразное стрелецкое сословие. Служба вознаграждалась денежным и хлебным жалованьем. Стрельцы обладали льготами по уплате судебных пошлин, а также по уплате налогов при занятии ремеслом и торговлей. На рубеже XVI—XVII веков рядовые стрельцы получали в год от 4 до 5 руб., а также по 12 четвертей ржи и овса. Городовые стрельцы, в отличие от московских, имели более низкое денежное и хлебное жалованье, но дополнительно получали земельное жалованье в виде права пользования различными земельными угодьями. Московским, кроме этого, выдавали соль и сукно. Десятники и пятидесятники, выбиравшиеся из числа рядовых стрельцов, имели более высокие оклады по всем видам жалованья.
Сотники, набиравшиеся из числа городовых детей боярских, получали от 12 до 20 руб., а также «придачи» к своим поместным окладам — по 60 четей земли. Во второй половине XVII века в сотники стали выбираться также рядовые стрельцы, получавшие звание «сотенных» в отличие от дворян — «сотников» (с 1680 года — капитанов).
Командирами стрелецких полков (головами) назначались представители дворянского сословия (в XVI веке — из числа детей боярских, позднее — из числа дворян московских или стряпчих). За службу стрелецкие командиры получали «придачи» к свои прежним денежным и поместным окладам. Денежные оклады стрелецких голов составляли от 30 до 60 руб., «придача» к их поместным окладам равнялась 100 четям земли. Во второй половине XVII века денежные оклады стрелецких голов могли достигать 200 руб. Но такие суммы получали немногие, так как по существовавшему порядку командирам «за которыми есть поместья и вотчины многие, и у них из денежного жалованья бывает вычет, сметя против крестьянских дворов». Это же правило распространялось на полуголов и сотников.

## Дислокация
Московские стрельцы располагались в Москве по слободам, городовые — по слободам в украинных (приграничных) городах: Астрахани, Киеве, Белгороде, Казани и других. Под поселения стрельцов отводились особые слободы, размещавшиеся на окраинах городских посадов. Слободы обычно защищались простыми фортификационными сооружениями. В Москве стрелецкие слободы располагались в Земляном городе или за его пределами вблизи городских ворот (застав). Исключение составлял Стремянной приказ, имевший две слободы, располагавшиеся в Белом городе.
Поселяемый в слободе стрелец должен был построить дом с огородом и необходимыми постройками. Для этого на «дворовую селитьбу» ему выдавалась сумма денег, которая в XVI веке составляла 1 рубль, в первой половине XVII — 2 рубля, а с 1630-х годов — 5 рублей. При переводе на новое место службы имение можно было продать. После смерти стрельца имение сохранялось за его семьёй и передавалось по наследству вместе со службой кому-нибудь из родственников.
На случай осадного времени жителям стрелецких слобод, находившихся вне городских укреплений, отводились осадные дворы в крепости или остроге.
В мирное время стрельцы также выполняли функции полиции и пожарных. По словам Григория Котошихина: «А как бывает на Москве пожарное время, и они стрелцы повинни ходить все на пожар, для отниманья, с топорами, и с вёдрами, и с трубами медными водопускными, и з баграми, которыми ломают избы. А после пожару бывает им смотр, чтоб кто чего пожарных животов захватя не унес; а кого на смотре не объявитца, бывает им жестокое наказание батоги.» Они охраняли крепость и острог (стояли на караулах по стенам, башням, у городских и острожных ворот), правительственные учреждения (съезжую избу, таможню, «наряд», «зелейную» (пороховую) казну и т. п.). В обороне городов им отводилась главная роль. Неслучайно в 1617 г. новый углицкий воевода П. Дашков, обнаруживший во вверенном ему городе, из ранее находившихся там приборных людей 6 пушкарей, написал в направленном в Москву донесении следующую характерную фразу: «а во всех твоих государевых городех без стрелцов <…> осада крепка не живёт».
Стрельцов посылали в качестве стражников в уезды за нетчиками, на селитряные промыслы; для сопровождения послов, различных припасов, денежной казны, преступников; их привлекали к исполнению судебных приговоров. Во время войны городовые стрельцы целыми приказами или сотнями назначались в разные полки войска.
Стрелецкие войска были достаточно мобильны, поэтому их часто перебрасывали для усиления того или иного участка границы. Так, в XVII в. в летнее время на южную «украину» перебрасывалось большое число стрельцов из Москвы и пограничных северо-западных русских городов: Великого Новгорода, Пскова, Вязьмы, Торопца, Острова, Гдова, Ладоги, Изборска, Опочки, Старой Руссы, Заволочья. Эти части призваны были усилить оборону рубежей, подвергавшихся татарским и ногайским нападениям. В 1630 г. в поход на Дон были направлены стрельцы и казаки из состава гарнизонов южнорусских крепостей. Всего 1960 человек. Из некоторых городов взяли более половины имевшихся там приборных людей. Так, Воронеж, где находилось 182 стрельца и 310 казаков, выставил в армию 100 стрельцов и 180 казаков. В том же году 30 тульских и михайловских стрельцов и казаков были отправлены в Мещовск, 50 дедиловских и лебедянских — в Масальск. Иногда стрельцы из пограничных городов, наиболее опытные в военном деле, направлялись на «годовую» службу в другую, менее защищённую пограничную крепость. В этом случае их старались заменить в своём городе служилыми людьми, переброшенными из более спокойных в военном отношении уездов. Так, и 1629, и в 1638 гг. в Терках несли годовую службу 500 астраханских пеших стрельцов, а в Астрахани несли службу: в 1629 г. — 500 стрельцов-«годовальщиков» из Казани, а 1638 г. — 1325 «казанских и пригородных, и нижегородских стрельцов». в 1638 г. В Одоев перебросили 300 вяземских стрельцов (из 500 числившихся в этом городе), 200 стрельцов из Опочки (из 300); в Крапивне стояло 500 псковских стрельцов (из 1300) и т. п. Тогда же на юг к Веневу, были переброшены 500 новгородских стрельцов (50 % общего числа). В Понизовых городах отправка стрельцов в порубежные крепости стала обычным делом.

## Тактика
В отличие от современной им западноевропейской пехоты, в стрелецких частях не было подразделений, вооружённых копьями или пиками (пикинёров). Напротив, начальные люди предпринимали постоянные усилия, чтобы каждый стрелец имел ручное огнестрельное оружие. Если западноевропейские стрелки действовали с опорой на плотный, ощетинившийся пиками строй своих однополчан, который надежно прикрывал их от атак конницы, то стрельцы вынуждены были полагаться на взаимодействие со своей конницей или на полевые укрепления. Насыщенность огнестрельным оружием повышала огневую мощь стрелецких частей, однако в истории отмечены неоднократные эпизоды, когда бегство конницы в ходе полевого сражения обрекало более стойкую стрелецкую пехоту на гибель. Так, в ходе одного из боев под Смоленском: «Московские всадники обратились в бегство, оставив всех своих пехотных стрельцов. Эти стрельцы сражались храбро и жарко… но были изрублены». Однако, например, в бою под Добрыничами в 1605 году стрельцы сумели отбить фронтальную атаку польской конницы Лжедмитрия I, открыв массированный огонь из-за возов с сеном: «залп в десять или двенадцать тысяч аркебузных выстрелов… произвёл такой ужас среди поляков, что они в полном смятении обратились в бегство». В целом, изначально по тактике стрельцы были ближе всего к турецким янычарам.
Поначалу стрельцы во время походов и битв распределялись по полкам поместного войска. В середине XVII века они получили самостоятельность. В XVI веке стрелецкие части ещё не могли маневрировать на поле боя. Во время сражений в их задачи входила стрельба по противнику, как правило из-за полевых укреплений — гуляй-городов и других заграждений, «во рву», «в закопех»; или же под прикрытием поместной конницы, которая оставалась главной ударной силой. Наличие заграждений защищало от вражеской конницы и давало преимущество при обороне от вражеской пехоты. Однако, как показывает исход битвы под Бронницами летом 1614 года, в столкновениях с хорошо обученными иностранными наемниками, острожки не всегда выручали русских воинов.
Позднее, под влиянием полков нового строя, меняется тактика и стрелецких войск. С конца 1630-х годов они стали обучаться солдатскому строю, и со временем по тактике и вооружению стрельцы приблизились к солдатским полкам, однако стрельба у них играла более важную роль.
Для проверки боеспособности стрельцов вплоть до 1673 года проводились регулярные стрелковые смотры. Один из первых смотров произошёл 12 декабря 1557 года, на котором стрельцы пищальным огнём разрушили вал, сложенный из ледяных глыб, с расстояния 50—60 метров.

## Ликвидация

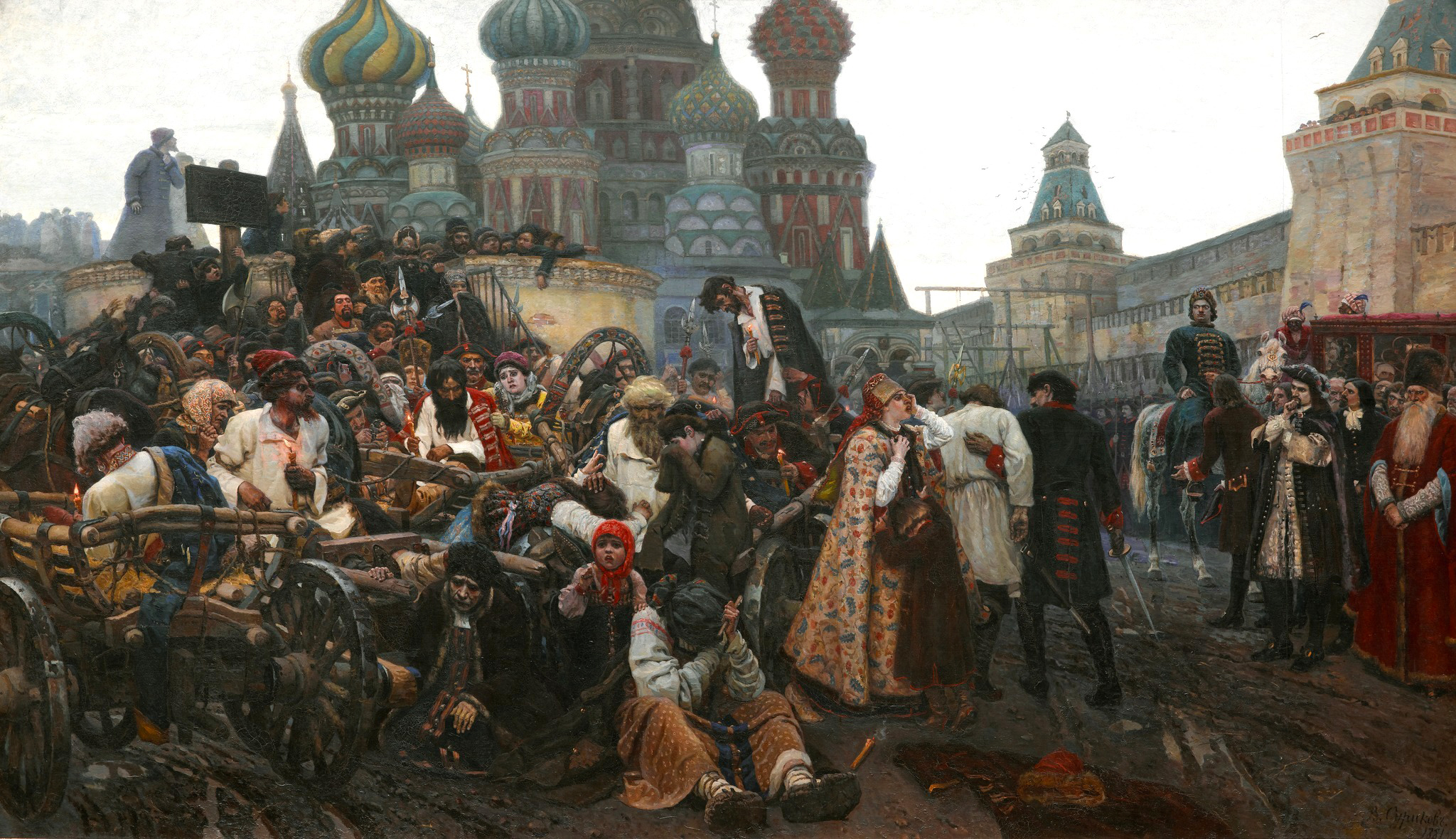
В. И. Суриков «Утро стрелецкой казни» (1881, ГТГ)

Ликвидация стрелецкого войска была начата Петром I в январе 1699 года после массовых казней участников Стрелецкого бунта 1698 года. В стрелецком бунте 1698 года, в отличие от событий 1682 года, участвовали только 4 полка из многих полков московских стрелков. Даже царевна Наталья Алексеевна в своей трагедии «Стрельцы», по некоторым воспоминаниям, подчёркивала это (текст трагедии не сохранился). Московские стрельцы были недовольны реформами князя В. В. Голицына, и поэтому подавляющее большинство их стрелецкий бунт 1698 года не поддержали. Выучка и боевые качества московских стрельцов были выше, чем у полков нового строя. Правда, частично это объяснялось тем, что в стрельцы зачислялись лучшие из «полков нового строя». Тактика стрельцов — как и у западноевропейской (голландской, испанской, шведской пехоты) — поддержка конницы. Но стрельцы были лучше обучены пользованию огнестрельным оружием, использовали гуляй-города и лучше тренированы при использовании укреплений. Это засевшие в редутах московские стрельцы из Ямбургского полка показали в Полтавской битве. Московские стрельцы выполняли функцию внутренних войск и полиции. Кроме того, в отличие от солдат, стрельцы не переходили на сторону разинцев, булавинцев и т. д., а повстанцы отвечали им ненавистью. Расформирование происходило постепенно. Часть стрельцов была распущена на «житьё» в уездные города. Не менее 23 стрелецких полков было переименовано в солдатские, не менее 3 стрелецких полков было переименовано в ландмилицкие, не менее 17 стрелецких полков пошло на доукомплектование солдатских. Отдельные полки переводились в отдалённые украинные города для несения гарнизонной (пограничной) службы.
Однако события начального этапа Северной войны, когда, кроме гвардии, другие солдатские полки оказались по боевым качествам хуже стрельцов, и ожидались различные бунты, вынудили приостановить расформирование. Стрелецкие полки приняли участие во многих сражениях начала XVIII века, в том числе во взятии Нарвы, под Полтавой, в Прутском походе 1711 года. Но теперь всем солдатам, не только стрельцам, бесплатно предоставляли униформы, и они отличались по отдельным полкам, а не между стрельцами и полками нового строя, воевали стрельцы и в составе саксонских войск, союзных России. Окончательно стрелецкие части были ликвидированы только в 1720-е годы. Однако в качестве «служилых людей старых служб» городовые стрельцы кое-где сохранялись почти до конца XVIII века.

## Конные стрельцы
Среди элитных московских «стремянных» и провинциальных «городовых» стрельцов конные подразделения встречались часто, однако кавалерией их назвать трудно — это была лишь посаженная на коней пехота (драгуны). Кроме ружей, конные стрельцы даже в середине XVII века имели на вооружении луки со стрелами. Однако, в некоторых южных городах, как показывают сохранившиеся «росписи» и «сметы» русского войска второй трети XVII века, наряду с пешими находились и конные стрельцы.
Конную службу несли московские «стремянные» стрельцы, стрельцы в Осколе (в 1638 г. помимо 70 пеших здесь было 100 конных стрельцов), Епифани (в 1637 г. в городе находилось 37 конных и 70 пеших стрельцов) и так называемых «Понизовых городах» — Астрахани (в 1635 г. там было 573 конных стрельца; в 1638 г. «по окладу» — 1000, в наличии — 772 человека), Терках (по списку — 500 конных стрельцов, в наличии — 347), Казани, Чёрном Яре, Царицыне, Самаре, Уфе (по 100 конных стрельцов), Саратове (150 конных стрельцов). Несущие конную службу стрельцы получали казённых лошадей или деньги на их покупку.

## Патриаршие стрельцы

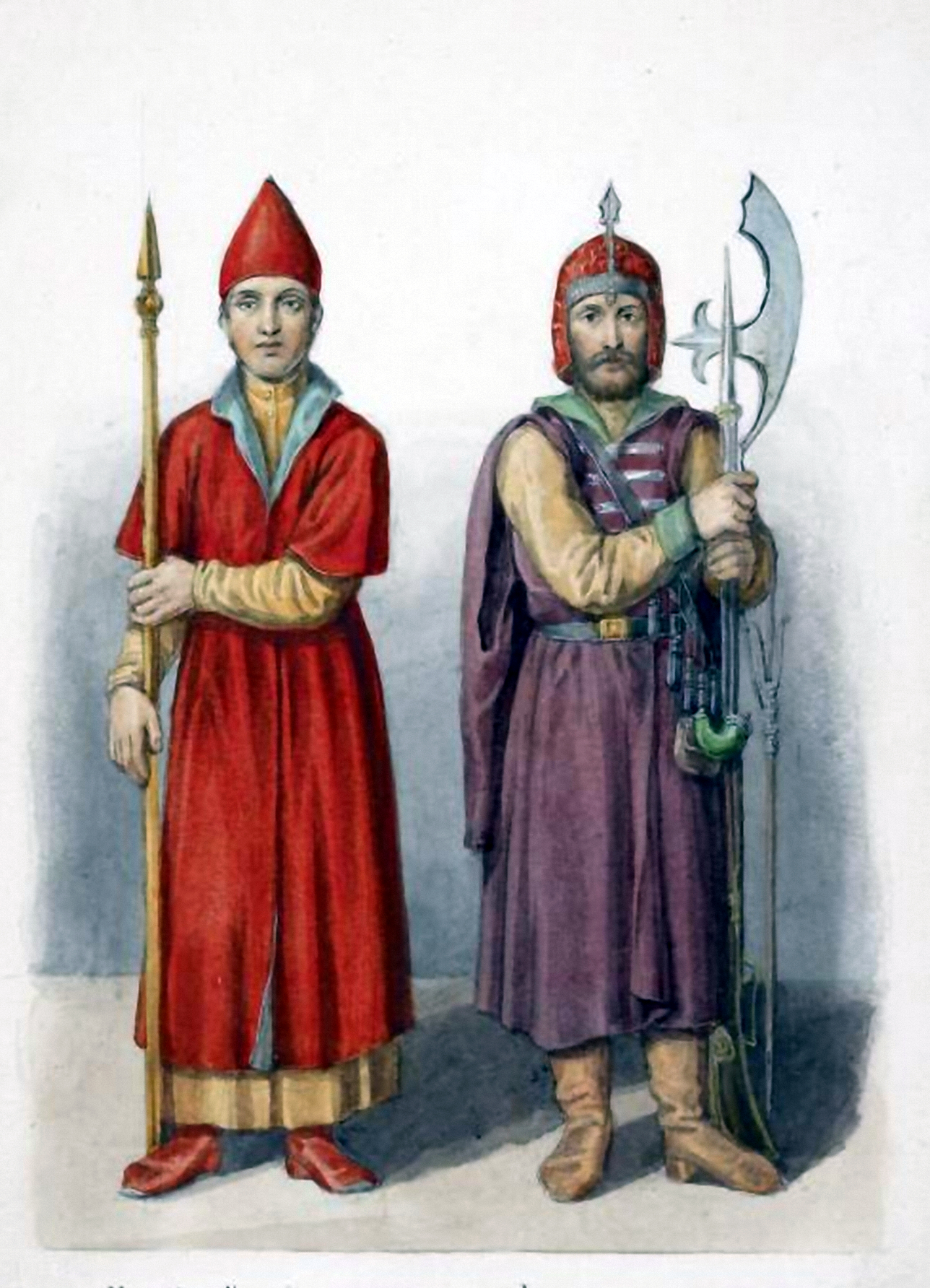
Патриаршие огненник и стрелец. XVII век

Особым видом стрельцов были патриаршие стрельцы, составлявшие в XVII веке вместе с «огненниками», патриаршими «детьми боярскими» и патриаршими дворянами личную гвардию Московских Патриархов.
Они были ещё и особой внутрицерковной «полицией нравов», следившей за поведением священнослужителей. «Патриаршие стрельцы постоянно обходят город, — писал побывавший в Москве архидиакон Антиохийской Православной церкви Павел Алеппский, — и как только встретят священника и монаха нетрезвого, немедленно берут его в тюрьму и подвергают всякому поношению…». Патриаршие стрельцы были и подобием церковной инквизиции — они занимались розыском и арестами людей, заподозренных в ереси и чернокнижии, а после церковной реформы 1666 года и старообрядцев, в том числе протопопа Аввакума и боярыни Морозовой. «Патриаршие стрельцы ухватили боярыню за цепь, сбили на пол и поволокли прочь из палаты вниз по лестнице, сосчитывая несчастной головою деревянные ступени…». Патриаршие стрельцы ходили по московским церквам и домам и, изъяв «неправильные» иконы, приносили их патриарху Никону, который всенародно ломал их, бросая наземь.
Так как патриаршие стрельцы фактически были монахами-воинами, то они носили стрелецкие длиннополые кафтаны особого покроя, напоминавшие рясу. Головной убор у них был средний между шлемом-мисюркой и иноческим клобуком.

## Известные стрельцы
- Аничков, Лонгин Иванович (Нехорошев) (Оничков) — голова московских стрельцов, один из руководителей обороны Могилёва в 1655 году.
- Кузнечик, Иван — стрелец Артамонова приказа Матвеева; подмастерье каменных дел (1660—1670-е годы); один из создателей храма Покрова Пресвятой Богородицы в Измайлове, церкви Григория Неокесарийского на Полянке и церкви Николая Чудотворца в Столпах (не сохранилась).
- Лопухин, Авраам Никитич — стольник и полковник и голова московских стрельцов в 1649—1669 годах, один из руководителей обороны Могилёва в 1655 году. Участник Конотопской битвы 1659 года. В 1664 году совместно с казаками Киевского полка держал осаду в Глухове. Впоследствии боярин и управляющий (судья) Приказа Большого дворца,
- Матвеев, Артамон Сергеевич — стольник и полковник и голова московских стрельцов в 1649—1670 годах. Участник взятия Смоленска в 1654 году, Конотопской битвы 1659 года и подавления Медного бунта. Впоследствии великого государя ближний боярин, судья Посольского приказа.
- Сухарев, Лаврентий Панкратович — стольник и полковник московских стрельцов в 1677—1695 годах. Первым из стрелецких командиров открыто встал на сторону Петра I во время августовского кризиса 1689 года. Участник первого Азовского похода 1695 года. От его фамилии получили свои названия Сухаревская башня в Москве и ряд соседних площадей и улиц.
- Иевлев, Селиверст Петрович — стольник Петра Первого, участник строительства Новодвинской крепости. Вместе с инженером Георгом Резе руководил действиями береговых батарей во время обороны Архангельска от шведской военной эскадры Карла XII в 1701 году. Умер в 1708 году.

## Стрельцы в культуре

### Живопись
- С. В. Иванов. «Царь. XVI в.» (1902)
- В. И. Суриков. «Утро стрелецкой казни» (1881)

### Фильмы
- Леонид Гайдай. «Иван Васильевич меняет профессию» (1973). Роль стрельцов сыграли солдаты-срочники из находившейся рядом с Ростовским Кремлём воинской части[31].

### Игры
- Казаки: Европейские войны, Казаки: Последний довод королей и Казаки: Снова война — доступны при игре за Россию, являются основным видом стрелков XVII века (аналоги западноевропейских мушкетёров).